# Panamerikanische Spiele 2019/Leichtathletik – Diskuswurf der Männer
Der Diskuswurf der Männer bei den Panamerikanischen Spielen 2019 fand am 6. August im Villa Deportiva Nacional in der peruanischen Hauptstadt Lima statt.
Zehn Diskuswerfer aus acht Ländern nahmen an dem Wettbewerb teil. Die Goldmedaille gewann Fedrick Dacres mit 67,68 m, Silber ging an Traves Smikle mit 65,02 m und die Bronzemedaille gewann Reginald Jagers III mit 64,48 m.

## Rekorde
Vor dem Wettbewerb galten folgende Rekorde:
| Weltrekord        | Jürgen Schult | 74,08 m | Neubrandenburg, Deutsche Demokratische Republik | 6. Juni 1986    |
| Rekord der Spiele | Luis Delis    | 67,32 m | Panamerikanische Spiele in Caracas, Venezuela   | 25. August 1983 |

## Ergebnis
6. August 2019, 15:30 Uhr
| Platz | Athlet              | Land               | 1. Versuch | 2. Versuch | 3. Versuch | 4. Versuch                               | 5. Versuch                               | 6. Versuch                               | Weite (m) |
| ----- | ------------------- | ------------------ | ---------- | ---------- | ---------- | ---------------------------------------- | ---------------------------------------- | ---------------------------------------- | --------- |
|       | Fedrick Dacres      | Jamaika            | 66,14      | 67,68      | x          | 65,02                                    | 65,07                                    | x                                        | 67,68 PR  |
|       | Traves Smikle       | Jamaika            | 62,96      | x          | 64,23      | 63,92                                    | 65,02                                    | 63,48                                    | 65,02     |
|       | Reginald Jagers III | Vereinigte Staaten | x          | 64,48      | x          | x                                        | x                                        | x                                        | 64,48     |
| 4     | Jorge Fernández     | Kuba               | 63,21      | 64,24      | 63,73      | 63,58                                    | 62,42                                    | 62,33                                    | 64,24     |
| 5     | Mauricio Ortega     | Kolumbien          | 58,69      | 61,15      | 59,91      | x                                        | x                                        | x                                        | 61,15     |
| 6     | Juan Caicedo        | Ecuador            | 56,92      | 57,81      | x          | x                                        | x                                        | x                                        | 57,81     |
| 7     | Josh Boateng        | Grenada            | 56,92      | x          | 55,31      | 55,88                                    | 55,20                                    | 56,61                                    | 56,92     |
| 8     | Abel Gilet          | Haiti              | x          | 47,26      | x          | x                                        | 48,76                                    | 48,39                                    | 48,76     |
| 9     | Brian Williams II   | Vereinigte Staaten | x          | x          | x          | nicht im Finale der besten acht Athleten | nicht im Finale der besten acht Athleten | nicht im Finale der besten acht Athleten | NM        |
| 10    | Claudio Romero      | Chile              | x          | x          | x          | nicht im Finale der besten acht Athleten | nicht im Finale der besten acht Athleten | nicht im Finale der besten acht Athleten | NM        |